# 23e cérémonie des prix Génie
La 23e cérémonie des Prix Génie s'est déroulé le 13 février 2003 pour récompenser les films sortis en 2002. La soirée a été animée par Arsinée Khanjian et Peter Keleghan.

## Palmarès
Le vainqueur de chaque catégorie est indiqué en gras

### Meilleur film
- Ararat, Atom Egoyan et Robert Lantos
  - Bollywood Hollywood, David Hamilton et Bob Wertheimer
  - Québec-Montréal, Nicole Robert et Zofia Tujaka
  - Rare Birds, Paul Pope et Janet York
  - Suddenly Naked, Gavin Wilding

### Meilleur acteur
- Luc Picard, Savage Messiah
  - Christopher Plummer, Ararat
  - David Alpay, Ararat
  - Colin Roberts, Flower & Garnet
  - Philip DeWilde, Turning Paige

### Meilleur acteur dans un second rôle
- Elias Koteas, Ararat
  - Ranjit Chowdhry, Bollywood Hollywood
  - Dominic Darceuil, Histoire de Pen
  - Gabriel Gascon, Le Marais
  - Brendan Fletcher, Turning Paige

### Meilleure actrice
- Arsinée Khanjian, Ararat
  - Deborah Kara Unger, Between Strangers
  - Molly Parker, Men With Brooms
  - Polly Walker, Savage Messiah
  - Isabelle Blais, Savage Messiah

### Meilleure actrice dans un second rôle
- Pascale Montpetit, Savage Messiah
  - Dina Pathak, Bollywood Hollywood
  - Moushmi Chatterji, Bollywood Hollywood
  - Rachel McAdams, La Voie du destin (Perfect Pie)
  - Brigitte Bako, Saint Monica

### Meilleur réalisateur
- David Cronenberg, Spider
  - Jean Beaudin, Le Collectionneur
  - Ricardo Trogi, Québec-Montréal
  - Sturla Gunnarsson, Rare Birds
  - Anne Wheeler, Suddenly Naked

### Meilleur court métrage d'animation
- The Hungry Squid (en), Marcy Page (en), John Weldon (en)
  - Glasses, Marcy Page, Brian Duchscherer
  - La Pirouette, Pierre Hébert, Marcel Jean, Tali